# Sulisobenzon
Sulisobenzon (auch Benzophenon-4) ist eine chemische Verbindung, die als Bestandteil von Sonnencremes die Haut vor UV-B- und vor kurzwelliger UV-A-Strahlung schützt.
Das Natriumsalz, das Sulisobenzon-Natrium, ist auch als BENZOPHENONE-5 (INCI) bekannt.

## Handelsnamen
Uvinul MS40